# Drengen med trækvognen
Drengen med trækvognen er en dansk kortfilm fra 2013 instrueret af Katrine Brocks.

## Handling
Denne artikel mangler et handlingsreferat. Hjælp os med at skrive det.